# أندرياس فون إيتينغسهاوزن
أندرياس فون ايتينغ هاوسن (بالألمانية: Andreas von Ettingshausen)‏ هو عالم رياضيات نمساوي وطبيب.
من بين مساهماته في الرياضيات، اقتراحه للترميز {\displaystyle {\tbinom {n}{k}}} للدلالة على المعاملات الثنائية.